# Mark Arm
Mark Arm (* 21. ledna 1962), rozený Mark McLaughlin, je zpěvák grungeové skupiny Mudhoney a významná postava celé seattlovské grunge scény. Patří k zakladatelům skupiny Green River, jedné z prvních grungeových skupin vůbec.

## Mr. Epp a Green River
Mark Arm poprvé vstoupil na seattlovskou rockovou scénu v roce 1980, kdy na střední škole zformoval hardcoreovou kapelu „Mr. Epp and the Calculations“. Tato kapela byla někdy označována jako „nejhorší kapela na světě“. V roce 1982 vydali své první EP. Následujícího roku se k nim přidal kytarista Steve Turner a vydali další nahrávku, avšak následujícího roku se skupina rozpadla.
Poté, co se Mr. Epp and the Calculations rozpadli, Arm a Turner založili skupinu Limp Richerds. Když se k Armovi a Turnerovi přidal ještě Jeff Ament, Stone Gossard a Alex Vincent, skupina se přejmenovala na Green River. Green River vydali celkem pět nahrávek, než se rozpadli.

## Mudhoney
Arm a Turner po rozpadu Green River založili novou kapelu Mudhoney, do které přišel ještě bubeník Dan Peters a baskytarista Matt Lukin. V roce 1988 vydalo vydavatelství Sub Pop Mudhoney první singl s názvem „Touch Me I'm Sick“. Následovalo turné, po kterém vydali své první dlouhohrající album s prostým názvem Mudhoney. Další album Every Good Boy Deserves Fudge následovalo nedlouho poté. Mudhoney působí dodnes a mají na svém kontě takřka deset alb. I když se nikdy nestali součástí hlavního proudu populární hudby, je to jedna z mála dosud aktivních grungeových kapel, která stála u samotného zrodu grunge.

## Sólové projekty
Arm za svou hudební kariéru byl aktivní i v mnoha dalších hudebních projektech. Jeho singl „The Freewheelin' Mark Arm“ byl vydán v roce 1990. Zpíval např. v seattlovské superskupině The Monkeywrench. S kapelou Alice in Chains spolupracoval na jejich EP Sap z roku 1992.
V roce 2004 podnikl turné s MC5. O Armově životě pojednává kniha Our Band Could Be Your Life Michaela Azerrada.